# Atol de Rongerik

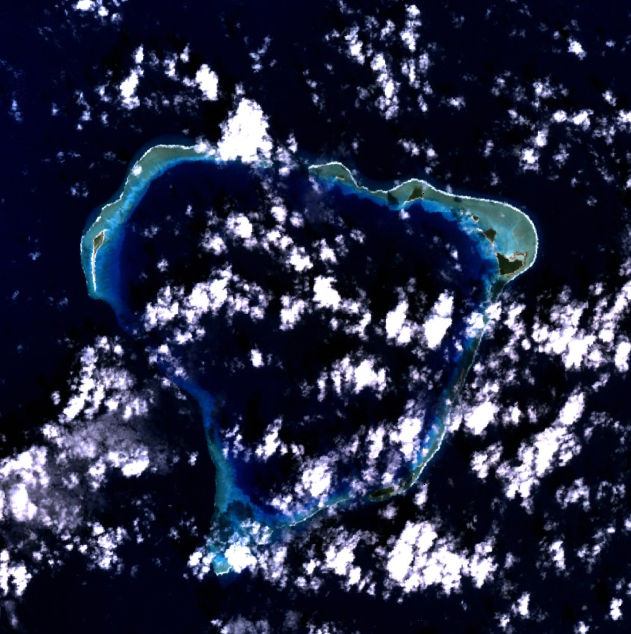
Atol de Rongerik - Imagem de Satélite da NASA

O atol de Rongerik (também conhecido como Rongdrik ou Roñdik) é um atol desabitado de 1,68 km² no Oceano Pacífico. É formado por 17 ilhas rodeando uma lagoa de 144 km². Faz parte da cadeia Ralik nas Ilhas Marshall, encontrando-se a 200 km a este do atol Biquíni. Os Estados Unidos recolocou neste atol os habitantes do atol Biquíni enquanto fazia experiências nucleares. Depois de meses de fome e desnutrição foram encaminhados para Kwajalein e finalmente a Kili.